# Паспорт гражданина Черногории
Паспорт гражданина Черногории (черног. Pasoš Crne Gore, Пасош Црне Горе) — документ, удостоверяющий личность гражданина Черногории за рубежом.
Паспорт выдаётся Министерством внутренних дел или, если гражданин проживает за границей, консульством Черногории. Граждане не имеют права владеть несколькими паспортами одновременно.

## История
Первые паспорта начали выдаваться ещё в XVIII веке митрополитом Василием III Петровичем.
В период правления митрополита Пётра I Петровича гражданам, желавшим посетить другие страны, выдавали особый документ известный как Паспорт (серб.: Пашепорт).
После обретения независимости Черногории граждане использовали тот же документ, который выдавался ранее, только его выдавал МВД Черногории.
С 30 ноября 2006 года правительство приняло Меморандум о Соглашении между Республикой Черногорией и Республикой Сербией по консульской защите и оказании правовой поддержки для граждан Черногории. По этому соглашению, Сербия, через свою сеть дипломатических и консульских представительств, оказывает консульские услуги гражданам Черногории на территории государств, в которых Черногория не имеет своих представительств.
С 1 января 2010 года все небиометрические паспорта являются недействительными.

## Внешний вид
Обложка паспорта бордово-красного цвета, с изображением герба Черногории по центру и надписью «Паспорт» на трех языках (черног. Pasoš, англ. Passport, фр. Passeport). В отличие от паспортов старого образца, современные черногорские паспорта заполняют только латиницей.
Паспорт содержит такую информацию:
- Код страны ('MNE' — Черногория)
- Гражданство ('CRNOGORSKO' — черногорское)
- Тип документа ('P' — паспорт)
- Номер паспорта
- Имя предъявителя
- Место рождения
- Дата рождения (ДД.ММ.ГГГГ)
- Пол
- Национальный идентификационный номер (JMBG)
- Дата выдачи (ДД.ММ.ГГГГ)
- Окончание срока действия (ДД.ММ.ГГГГ)
- Орган, который выдал паспорт (МВД Черногории)
- Подпись и фото предъявителя

## Виды паспортов
- Обычный паспорт выдаётся всем гражданам Черногории.
  - Действителен до 10 лет.
- Коллективный паспорт выдаётся группам туристов.
  - Действителен для одной поездки за границу.
  - Облегчает процедуру выдачи виз. Основные пользователи этих паспортов студенты и турагентства.
  - Коллективный паспорт может быть использован только для поездок в ряд стран, как правило в соседние.
  - Все предъявители коллективного паспорта обязаны пересекать границу в одно и то же время, в составе одной и той же организованной группы.
- Дипломатический паспорт выдаётся Министерством иностранных дел дипломатам, высокопоставленным чиновникам, депутатам парламента и лицам, которые с официальными государственными миссиями посещают другие страны, а в некоторых случаях — близким родственникам таких лиц. Срок действия определяется характером занимаемой должности. Дипломаты и чиновники, как правило, получают паспорт на период их мандата.
- Служебный паспорт во многом похож на дипломатический паспорт, но не дает ряда привилегий дипломатического статуса. Он выдаётся дипломатам, которые занимают средние и низкие должности, а также недипломатическому персоналу посольств и консульств.

## Визовый режим для граждан Черногории
По данным на январь 2020 года, граждане Черногории имеют право свободного въезда (без получения визы или с получением визы по прибытии) в 124 страны мира, в том числе страны Шенгенской зоны, Россию, Израиль и Турцию. Черногорский паспорт занял 46 место в Индексе паспортов, публикуемом консалтинговой компанией Henley & Partners совместно с ИАТА.
С 2019 года Черногория является одной из нескольких европейских стран, предоставляющих гражданство за инвестиции.

## Документы, необходимые для получения паспорта
- Ранее выданный паспорт
- Национальное удостоверение личности (только для взрослых)
- Свидетельство о рождении или свидетельство о гражданстве, а также справка с места жительства
- Свидетельство о гражданстве (не старше 6 месяцев)
- Плата за изготовление (15,00 евро)
- Справка уплаты налогов (25,00 евро)